# Saint-Louis No 431
Pour les articles homonymes, voir Saint-Louis.
Saint-Louis No 431 est une municipalité rurale de la province de la Saskatchewan, au Canada. Elle se situe sur la rive sud de la rivière Saskatchewan sud à 60 km en amont de sa confluence avec la Saskatchewan nord. La municipalité s'étend sur 778 km² entre 430 m  et 580 m d'altitude. La route provinciale 2, la relie à Prince Albert, 30 km au nord. Elle comprend cinq villages et hameaux peuplés d'un millier d'habitants dont une forte proportion est francophone,.
Elle porte le No 431 en raison de la numérotation des municipalités rurales de la province de la Saskatchewan. Elle fait partie de la 15edivision rurale de la province.
La municipalité rurale de Saint-Louis No 431 est peuplée par des descendants de colons métis et canadiens-français qui s'établirent dans ce territoire autour de la rivière Saskatchewan Sud.
La municipalité rurale regroupe les villages et hameaux de Batoche, Saint-Laurent de Grandin, Domremy, Saint Isidore de Bellevue, Hoey. Le village Saint-Louis constitue une municipalité indépendante au nord de la municipalité rurale..
La municipalité rurale de Saint-Louis No 431 est peuplée majoritairement de francophones Fransaskois.

## Démographie
| 2001  | 2006  | 2011 | 2016  | 2021  |
| ----- | ----- | ---- | ----- | ----- |
| 1 154 | 1 006 | 969  | 1 086 | 1 029 |